# الدعم الأمريكي لإسرائيل في الحرب الفلسطينية الإسرائيلية (2023)
عند إندلاع عملية طوفان الأقصى هرعت أمريكا لدعم إسرائيل دعما مطلقا لوجيستيا وإعلاميا وإستخباراتيا، وزار الرئيس الأمريكي جو بايدن إسرائيل مباشرة بعد هجوم مقاتلي حركة حماس على إسرائيل في السابع من أكتوبر. تلتها عدة زيارات لوزير الخارجية الأمريكي أنتوني بلنكن، ووزير الدفاع لويد أوستن. وتنوع الدعم الأمريكي اللامشروط لإسرائيل من مساعدات عسكرية ولوجيستية وسياسية.

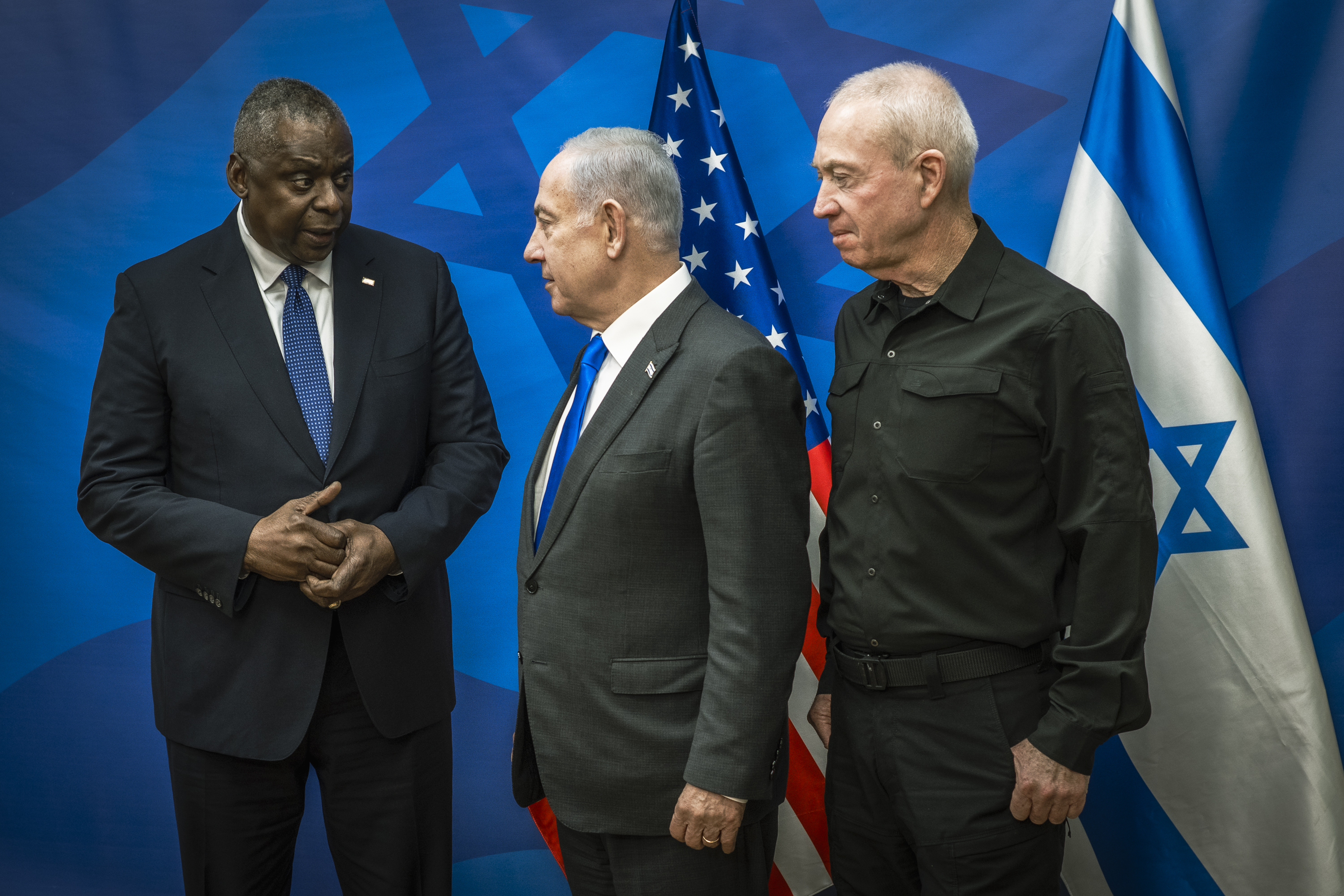
وزير الدفاع الأمريكي لويد أوستن مع رئيس الحكومة الإسرائيلية بنيامين نتنياهو ووزير الدفاع الإسرائيلي يوآف غالانت في تل أبيب في 13 أكتوبر 2023.

## الدعم السياسي
إنطلق الدعم الأمريكي لإسرائيل عبر التصريحات المتبنية للإدعآت الإسرائيلية، ثم السعي لحشد دولي لمشروع قرار كان يرفض ويدين بشكل قاطع الهجمات الإرهابية الشنيعة التي شنتها حماس والجماعات الإرهابية الأخرى في إسرائيل. وفشل المشروع بعد استخدام كل من الصين وروسيا لحق الفيتو.

### الفيتو الأمريكي
بالإضافة للإستخدام المتكرر لأمريكا لحق الفيتو في مجلس الأمن الدولي في صالح إسرائيل ومواصلة الإبادة الجماعية في فلسطين. فمن إجمالي 36 قرار متعلق بالقضية الفلسطينية، إستخدمت أمريكا الفيتو 34 مرة

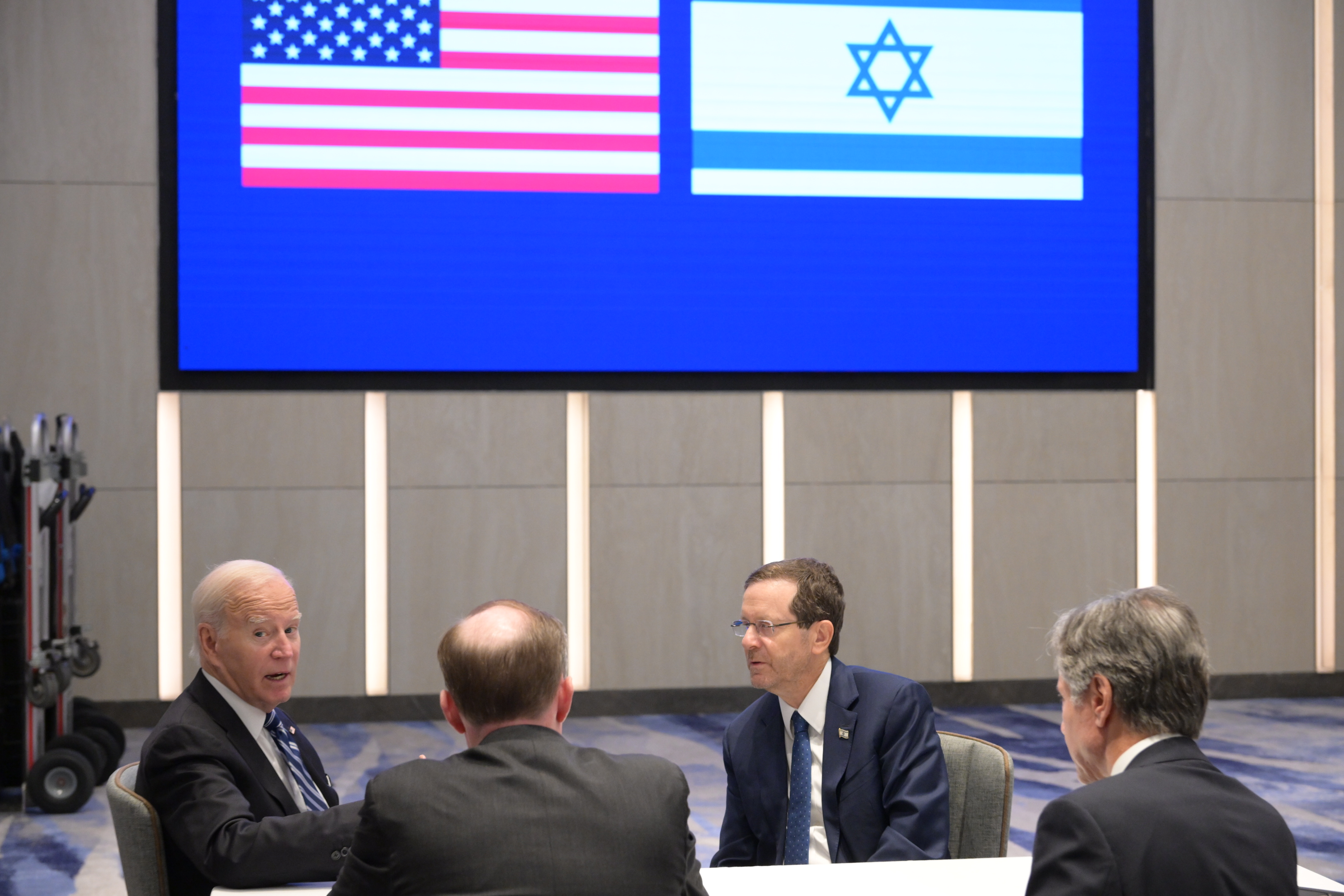
الرئيس الأمريكي جو بايدن ووزير خارجيته أنتوني بلنكن والرئيس الإسرائيلي إسحاق هرتسوغ في تل أبيب في 18 أكتوبر 2023.

## الدعم العسكري
ساعات بعد هجوم حماس يوم السابع من أكتوبر، إنطلقت أمريكا في إرسال تعزيزات عسكرية إلى المنطقة للتوفير لإسرائل كل ما تحتاجه. كما أمر وزير الدفاع الأمريكي البحرية الأمريكية بإرسال حاملتي الطائرات الأمريكية يو إس إس دوايت أيزنهاور ويو إس إس جيرالد فورد محملة بالدعم العسكري في نوفمبر 2023.

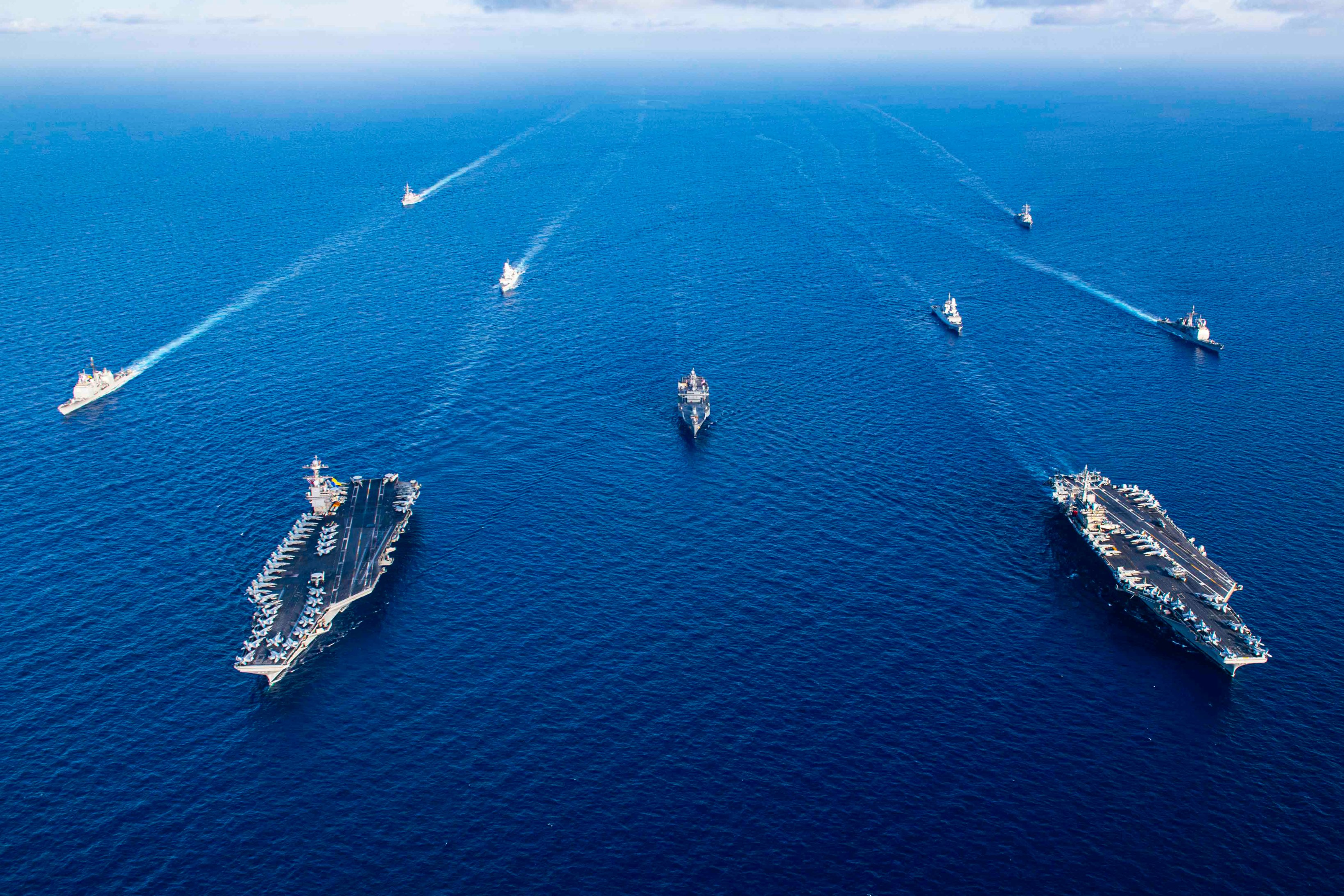
حاملتي الطائرات الأمريكية يو إس إس دوايت أيزنهاور ويو إس إس جيرالد فورد في 18 أكتوبر 2023.